# Casemate de Marckolsheim Sud
La casemate de Marckolsheim Sud est une casemate d'intervalle de la ligne Maginot, dépendant du secteur fortifié de Colmar.

## Localisation
La casemate est située à la sortie du village de Marckolsheim, sur la D10, dans le département du Bas-Rhin. Il s'agit d'une casemate de la troisième ligne, la ligne des villages.

## Description
Casemate CORF type SFBR (secteur fortifié du Bas-Rhin), c'est-à-dire avec deux créneaux mixte pour jumelage de mitrailleuses et canon antichar de 47 mm, deux créneaux pour jumelage de mitrailleuses Reibel (JM), une cloche JM, une cloche GFM et trois créneaux pour fusil-mitrailleur.

## Histoire
Le 15 juin 1940 les Allemands lancent leur assaut en direction de l'Alsace dans le secteur de Marckolsheim. Après une préparation d'artillerie qui met les ouvrages de berge rapidement hors d'état, les embarcations d'assaut sont mises à l'eau et des têtes de ponts sont établies sur la rive française du Rhin. Les troupes allemandes arrivent devant le village de Marckolsheim dès le 16 juin. Des bombes sont lancées sur la casemate 35-3 par des Stukas, puis un canon de 88 mm prend la cloche blindée d'observation pour cible. Trois projectiles tirés par ce canon se sont figés dans la cloche blindée et sont encore visibles de nos jours. Des fantassins progressent ensuite jusqu'à la casemate et parviennent à y introduire des charges explosives, tuant le caporal-chef Louis Gardet. L'équipage restant, traumatisé par les déflagrations, essaie alors de s'échapper de l'ouvrage endommagé et enfumé en direction de la casemate voisine 34-3 mais est intercepté et fait prisonnier par l'ennemi.

Casemate de Marckolsheim Sud (35-3)
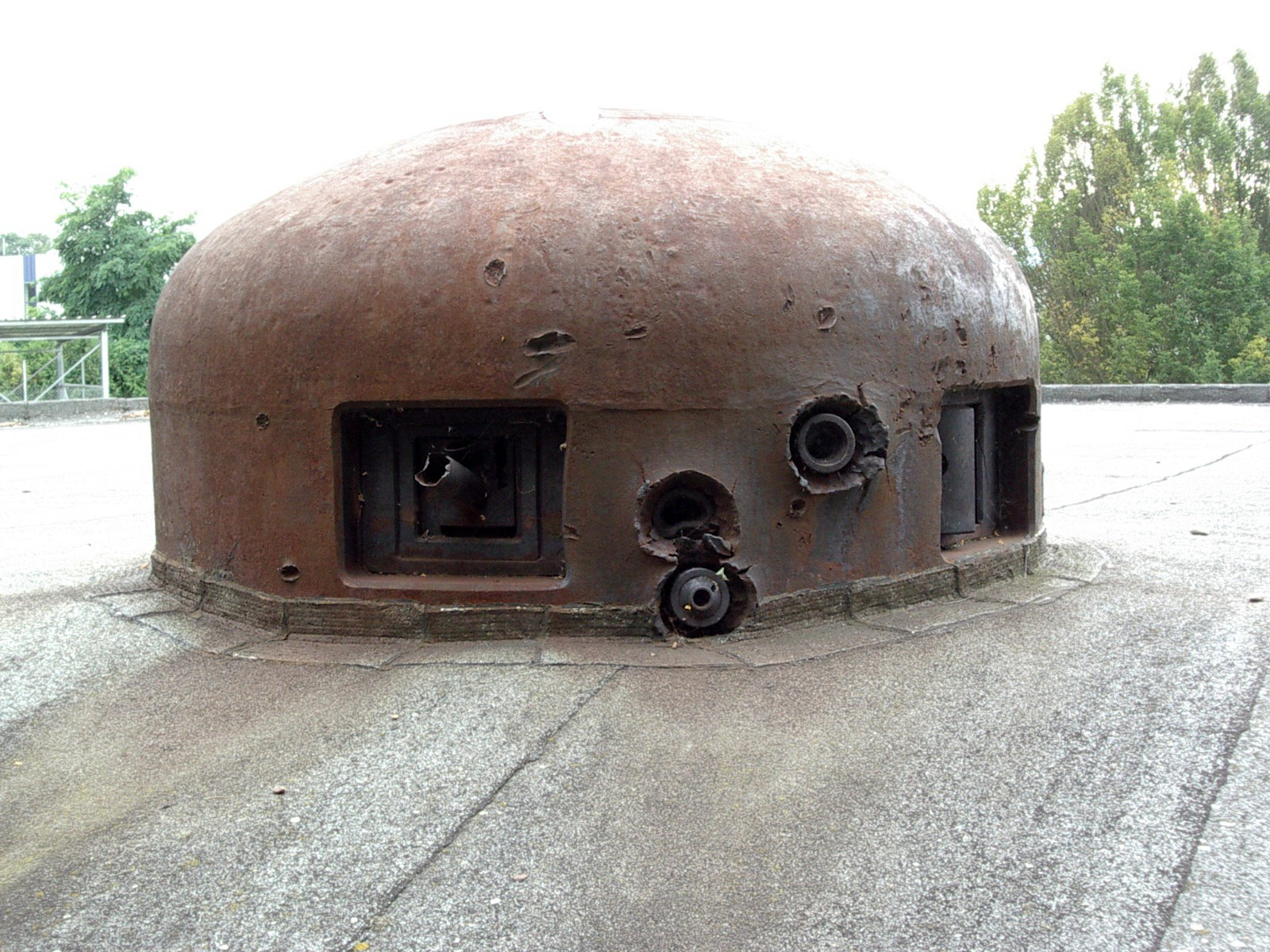
Cloche GFM marquée par des impacts d'obus de 88 mm.
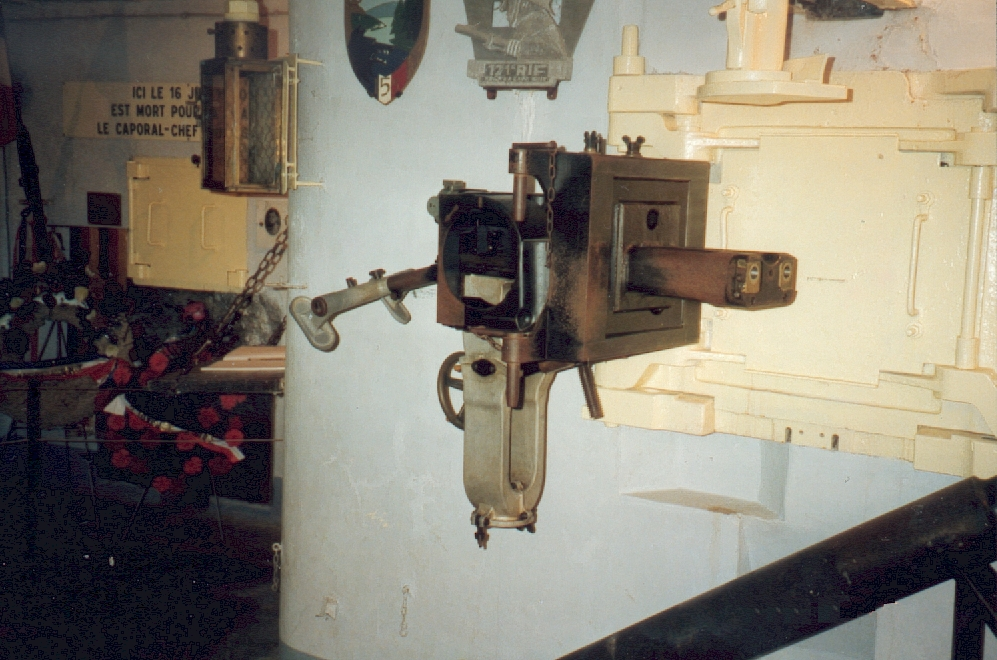
Un jumelage de mitrailleuses à côté de son créneau.
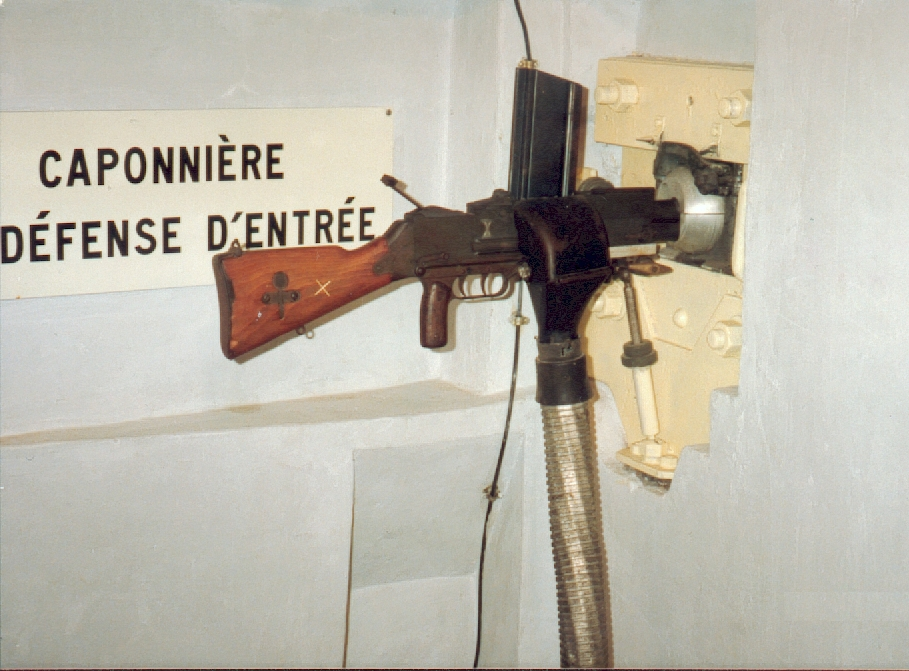
Un fusil-mitrailleur en position dans son créneau de tir.
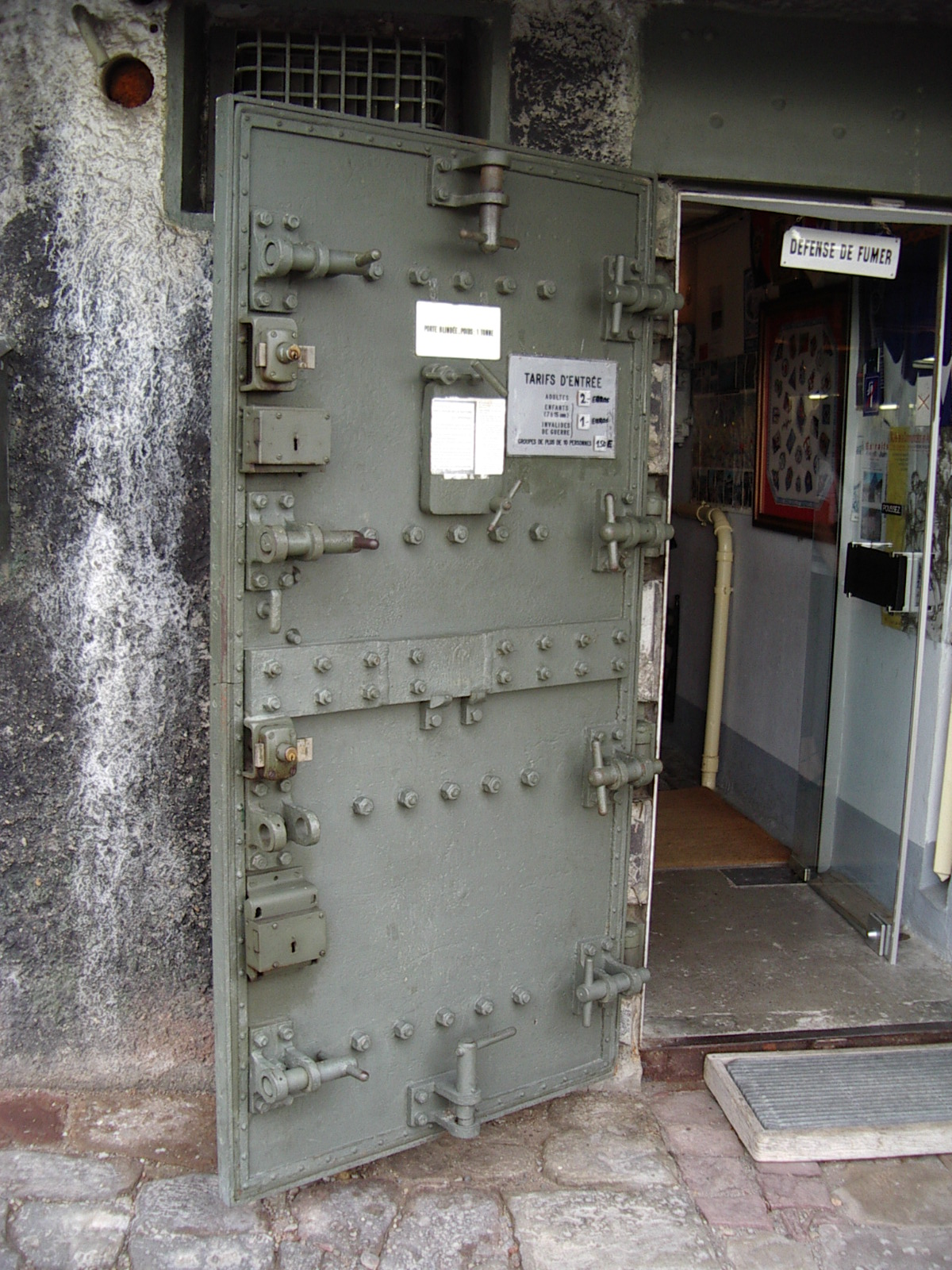
Porte blindée de la casemate.
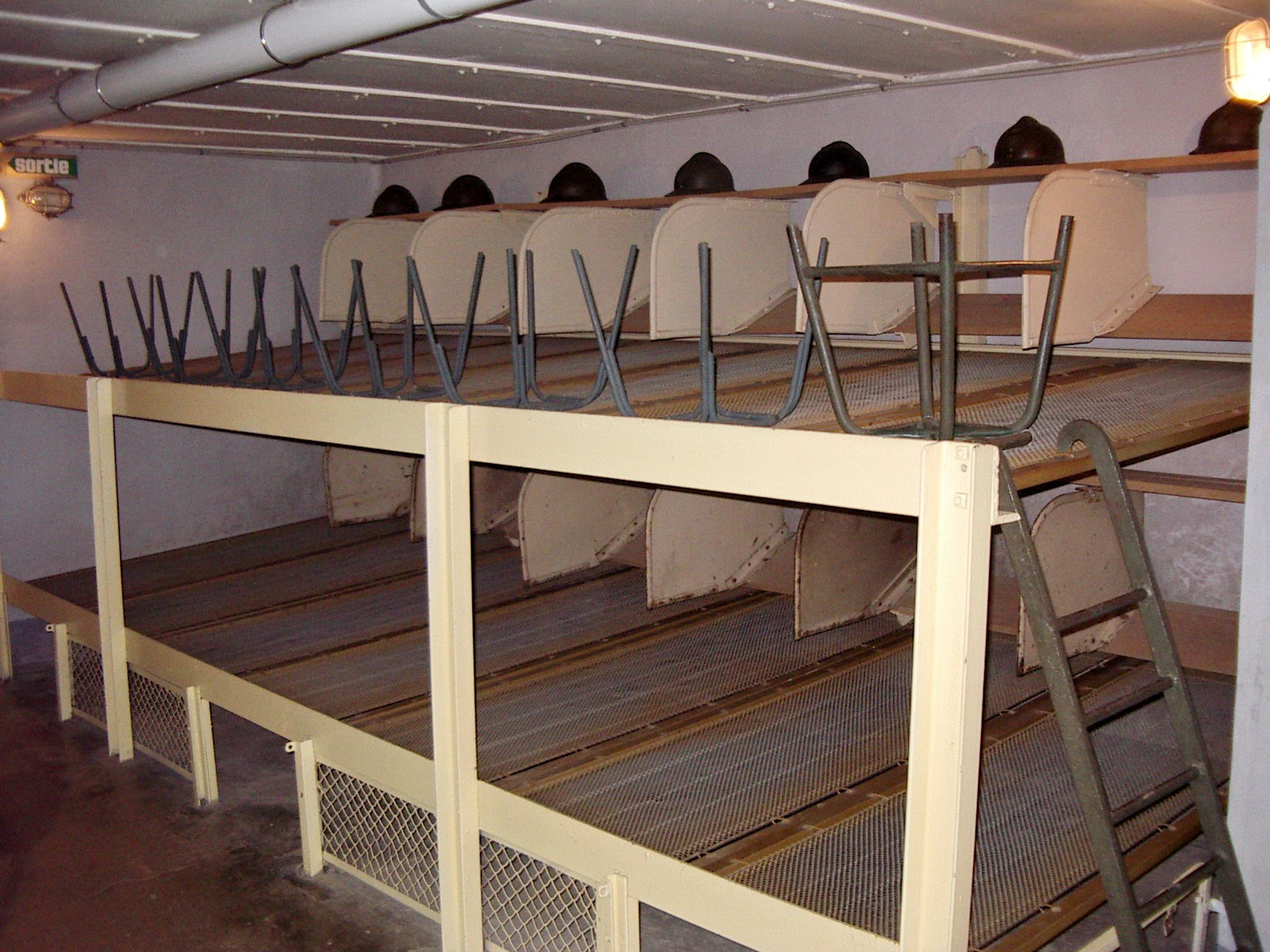
Chambrée pour l'équipage.
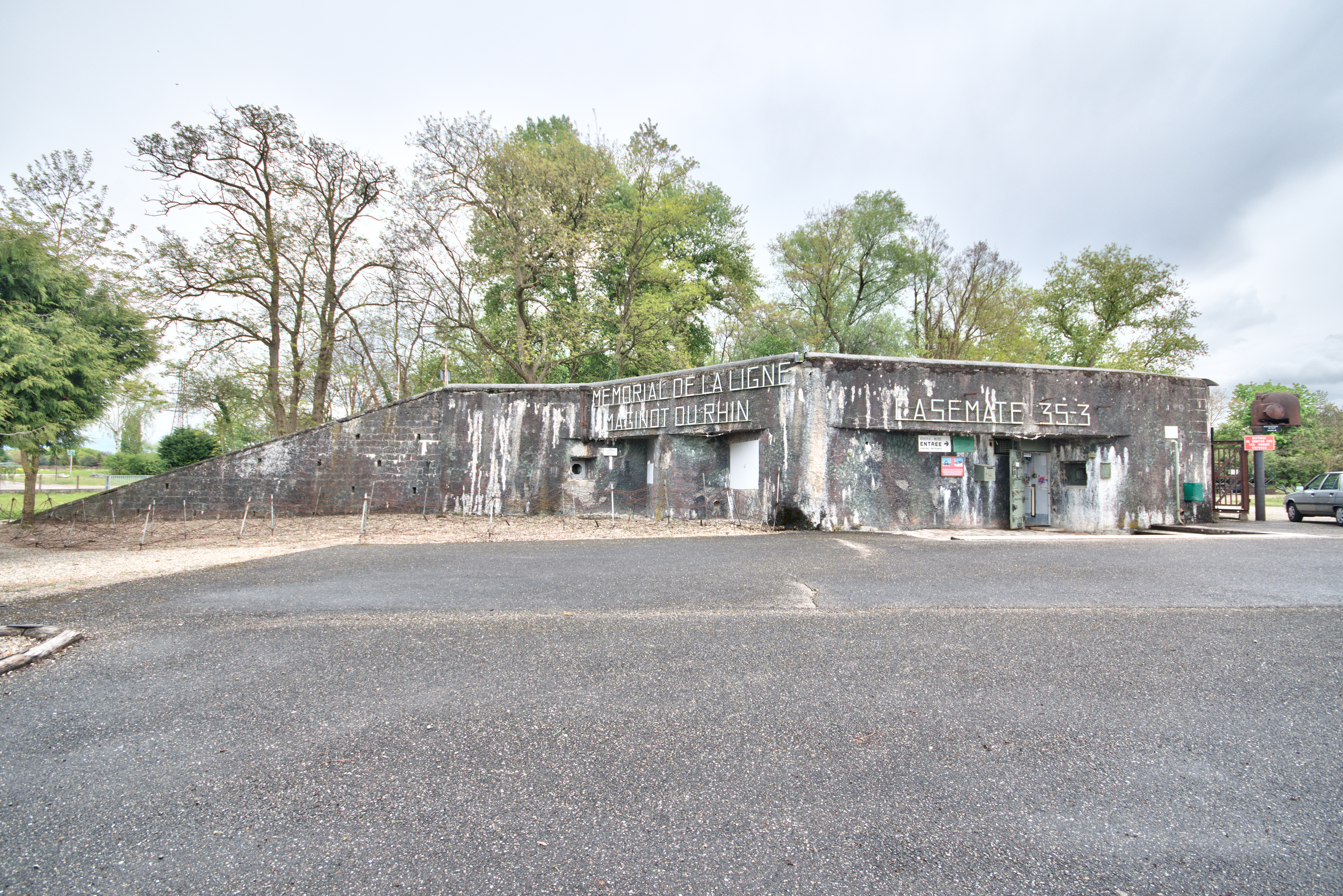
La façade de la casemate
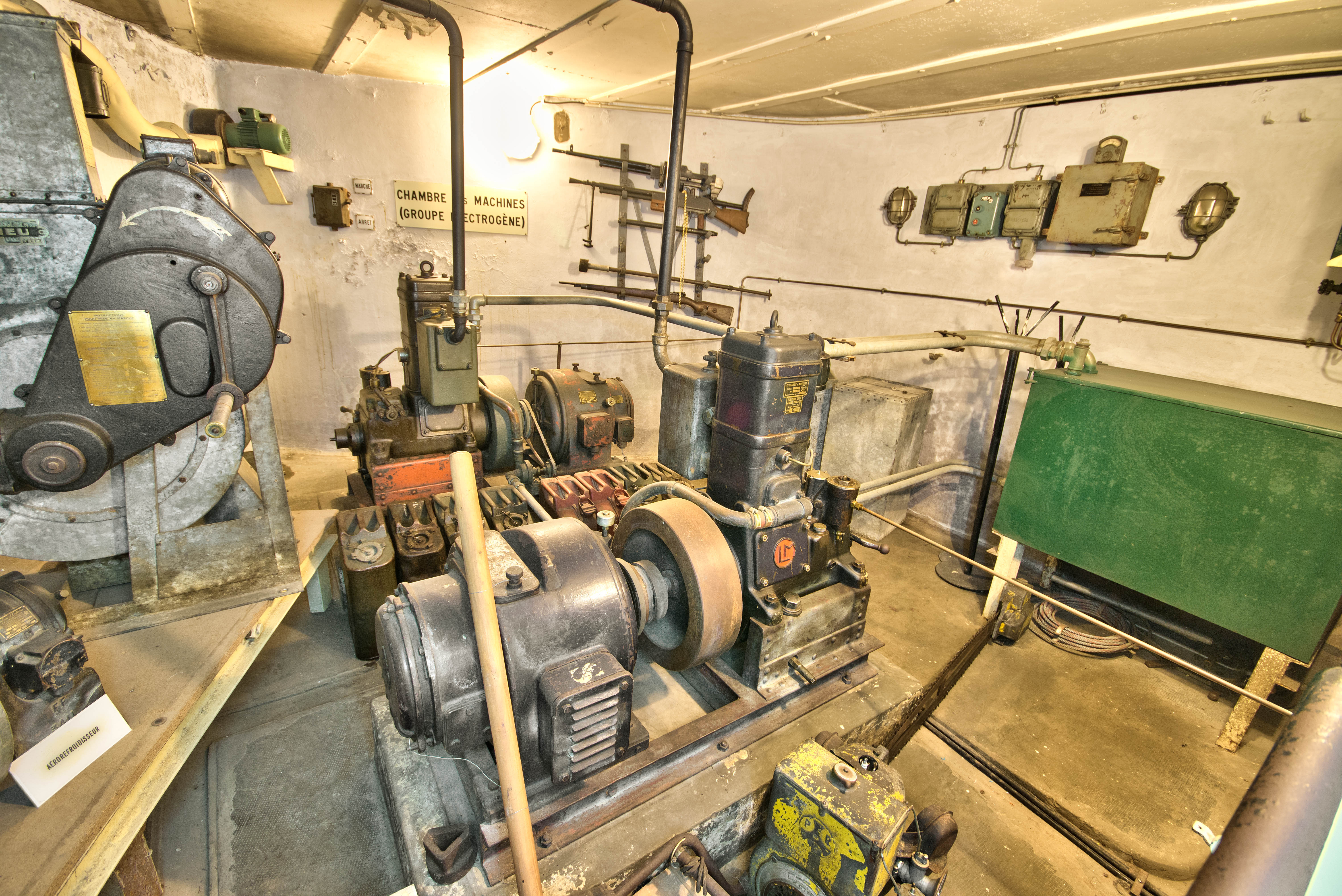
La salle des générateurs (usine pour les plus gros ouvrages)